# Carlos Dávila Espinoza

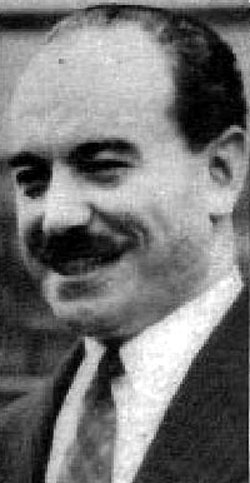
Carlos Dávila Espinoza

Carlos Dávila Espinoza (* 15. September 1887 in Los Ángeles; † 19. Oktober 1955 in Washington, D.C.) war ein chilenischer Politiker, Diplomat und Journalist. Mit diktatorischen Mitteln regierte er sein Land 1932 für knapp 100 Tage als Präsident.

## Leben
Nach dem Schulbesuch in Los Ángeles und Concepción begann Dávila 1911 ein Studium der Rechtswissenschaft an der Universidad de Chile; im gleichen Jahr übernahm er die Leitung der Öffentlichkeitsarbeit der Radikalen Partei, der er seit seiner Jugend angehörte. Er brach sein Studium bald ab und arbeitete in der Redaktion der angesehenen Tageszeitung El Mercurio.
1917 gründete er seine eigene Tageszeitung, La Nación. Unter dem Präsidenten Carlos Ibáñez del Campo, den er glühend verehrte, war Dávila von 1927 bis 1931 chilenischer Botschafter in den USA. Dort schloss er sein Rechtsstudium ab und erlangte den Grad eines Doktors der Rechte an der Columbia University.

### Putsch und Präsidentschaft
Nach dem Rücktritt von Carlos Ibáñez del Campo folgte Juan Esteban Montero Rodríguez als Präsident. Dávila zählte zu den treibenden Kräften des Militärputsches, der am 4. Juni 1932 Montero gewaltsam stürzte. Die siegreiche Junta, der Dávila angehörte, rief die Sozialistische Republik Chile aus, die jedoch nur zwölf Tage überdauern sollte. Rasch kam es zu Differenzen, besonders zwischen Dávila und Verteidigungsminister Marmaduque Grove, so dass Dávila aus der Junta zurücktrat. Am 16. Juni 1932 kam er an der Spitze der aufständischen Ibáñez-treuen Heeresgarnison von Santiago wieder zurück. Grove und weitere Mitglieder der Putsch-Junta wurden auf die Osterinsel verbannt, während Carlos Dávila sich zum alleinigen Präsidenten ausrufen ließ und mit gemäßigten Demokraten und Radikalen eine neue Regierung bildete.
Für die Dauer von knapp 100 Tagen, bis zum 13. September, blieb Dávila im Amt, wobei sein wesentlicher Beitrag zur chilenischen Politik in der Ausrufung des Kriegsrechts bestand. Die repressive Linie Dávilas führte rasch dazu, dass sein liberaler Mitstreiter, Alberto Cabero, zurücktrat und die neue Junta destabilisierte. Dávila bemühte sich um Ordnung in der Wirtschaftskrise, indem er dem Staat die Kontrolle über Produktion, Löhne und Preise in die Hand gab.
Diese Politik der staatlichen Planwirtschaft führte dazu, dass sich die liberalen Kräfte immer mehr von Dávila abwandten; am 13. September schließlich kam es zum erneuten Putsch, der Dávila aus dem Amt jagte. Der General der chilenischen Armee Bartolomeo Blanche Espejo übernahm zeitweise die Macht, bis am 30. Oktober in freien Präsidentschaftswahlen Arturo Alessandri zum neuen Präsidenten gewählt wurde und das Land wieder in geordnete politische Bahnen geraten konnte.

### Internationale Aktivitäten nach 1933
Nach diesem wenig schmeichelhaften Intermezzo als Präsident in Chile ging Dávila 1933 erneut in die Vereinigten Staaten, gründete dort die Presseagentur Editor's Press Service und arbeitete als Korrespondent für mehrere südamerikanische Blätter.
1940 vertrat er sein Land international auf der amerikanischen Wirtschaftskonferenz, und 1946 beriefen ihn die Vereinten Nationen in ihren Wirtschafts- und Sozialrat. Sein Buch Nosotros los de América (Wir aus Amerika), das 1949 erschien, beschwor den Geist eines wirtschaftlich und verteidigungspolitisch geeinten Lateinamerikas nach dem Vorbild des Schuman-Plans für Europa.
Als Ex-Diktator Ibáñez 1952 noch einmal zum Präsidenten gewählt wurde, übernahm sein Anhänger Dávila wieder das Amt des Herausgebers von La Nación, bis er im Juni 1954 zum Generalsekretär der Organisation Amerikanischer Staaten berufen wurde. In dieser Funktion starb er am 19. Oktober 1955 in Washington.
| Personendaten    | Personendaten                                   |
| ---------------- | ----------------------------------------------- |
| NAME             | Espinoza, Carlos Dávila                         |
| KURZBESCHREIBUNG | chilenischer Politiker, Diplomat und Journalist |
| GEBURTSDATUM     | 15. September 1887                              |
| GEBURTSORT       | Los Ángeles                                     |
| STERBEDATUM      | 19. Oktober 1955                                |
| STERBEORT        | Washington, D.C.                                |